# Кенігсберзька державна та університетська бібліотека
Бібліотека Кенігсберзького університету (нім. Staats- und Universitätsbibliothek Königsberg) була визначним центром збирання та зберігання німецької літератури в Центральній та Східній Європі.

## Історія
Основу колекції заклав герцог Прусський Альбрехт, заснувавши у 1527 році замкову бібліотеку. З 1534 року вона стала першою загальнодоступною бібліотекою в Європі, випередивши Бодлеяну в Оксфорді та Амброзіанську бібліотеку в Мілані.
Бібліотека значно розширилася, особливо її фонд рукописів, після скасування бібліотеки ордена в Тапіау. Таким чином, університетська бібліотека отримала подвійний фонд герцогського періоду, до якого долучилися фонди орденської бібліотеки. Ці давні фонди переважно характеризували її профіль у царині рукописів та стародруків. У 1583 році до бібліотеки була приєднана герцогська камеральна бібліотека, а в 1611 році — так звана срібна бібліотека. З переходом Східної Пруссії до Бранденбурзького дому в 1618 році настала фаза застою, оскільки бранденбуржці підтримували Берлінську бібліотеку. У XVIII столітті поряд із замковою бібліотекою набула власного профілю університетська бібліотека. Без великих втрат вона пережила Семирічну війну та російську окупацію.
З переїздом королівської бібліотека від західного крила замку до королівського дому (Königstrasse 65/67) у 1810 році розпочалася нова фаза. Університетська бібліотека, Кенігсберзька міська бібліотека (розташована в північному крилі Альбертинуму в 1875 році) і бібліотека Кейзерлінга (розташована в Раутенберзі в 1821 році) також розміщувалися в королівському будинку. Бібліотека в Королівському домі мала фонд трохи більше 20 000 томів. Водночас відбулося важливе нововведення в адміністративній політиці. Замкова бібліотека була передана під контроль університету. Це створило передумови для об'єднання з бібліотекою університету. У 1828 році Королівська бібліотека та Університетська бібліотека були об'єднані в Королівську та університетську бібліотеки, після переїзду обох бібліотек під один дах. У 1890 р. Королівська бібліотека та університетська бібліотека мала фонди на 263 636 томів. Фрідріх Август Готхольд залишив у спадок бібліотеці 55 тис. книг. Нова будівля бібліотеки була споруджена в 1901 році за адресою Mitteltragheim 22.
У 1909 році до фондів додалася значна частина бібліотеки Валленродта. Дублікати залишилися в південній вежі Кенігсберзького собору, в історичній читальні. Завдяки розширенню бібліотека стала провідною аристократичною та державною книгозбірнею НІмеччини.
Щорічник німецьких бібліотек визначив її як одну з найважливіших бібліотек держави: під час останньої інвентаризації в 1943 році фонди становили 695 067 окремих томів, 710 копій і 4 587 рукописів.

## Директори

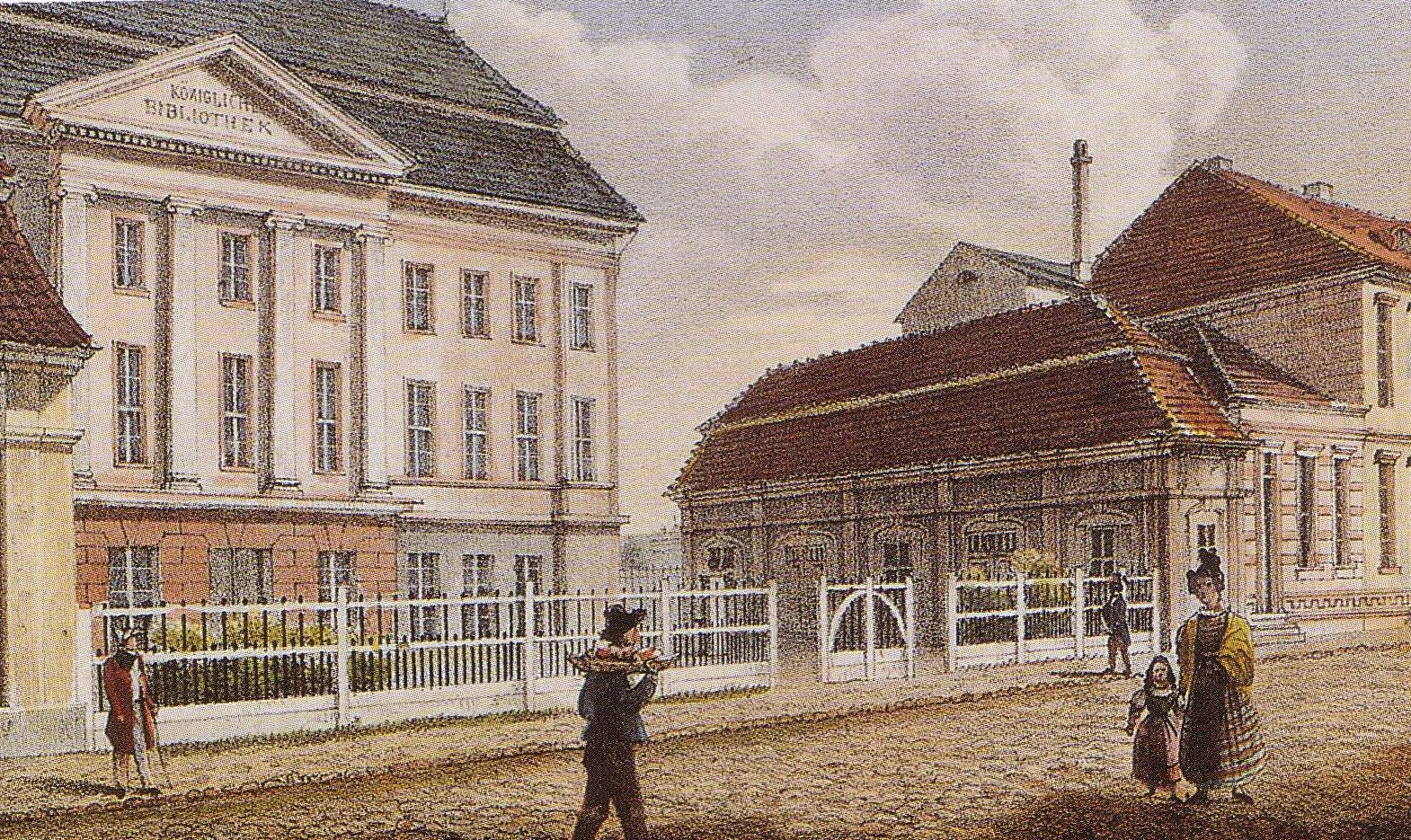
Королівська бібліотека

- Крістіан Август Лобек
- 1859—1863 Юліус Цахер
- 1899—1906 Карл Бойзен
- 1906—1920 Альфред Шульце
- 1920—1925 Вальтер Маєр
- 1925—1927 Карл Вендель
- 1927—1945 Карл Діш

## Знищення і розпорошення колекції
Під час Другої світової війни найцінніші фонди були перевезені в навколишні замки та садиби до початку 1944 року. Дублети в соборі згоріли під час авіанальотів на Кенігсберг у серпні 1944 року. Після закінчення війни кілька радянських, литовських, білоруських і польських експертних комісій вирушили до Східної Пруссії для пошуку книжкових і мистецьких цінностей. Зараз фонди університетської бібліотеки розподіляються між такими установами:
- Литва — Бібліотека Вільнюської академії, Вільнюська національна бібліотека.
- Росія — Бібліотека Академії Санкт-Петербурга та бібліотеки Москви: Бібліотека іноземної літератури, Державна публічна історична бібліотека, Російська державна бібліотека, Бібліотека Інституту інформації соціальних наук та різні колекції, розпорошені по всій Росії.
- Польща — Університетська бібліотека Університету Миколи Коперника в Торуні (Торн)
- У 1981 році бібліотека сучасного Балтійського федерального університету імені Іммануїла Канта отримала книги з фондів університетської бібліотеки з підмосковного Уського монастиря.[4]